# Crotaphytidae
Crotaphytidae är en familj ödlor i infraordningen Iguania. Utbredningsområdet ligger i sydvästra Nordamerika från delstaten Oregon till Mississippi och till norra Mexiko.

## Kännetecken
Arternas kroppslängd ligger mellan 10 och 14 centimeter (utan svans). Det finns ungefär 30 anatomiska egenskaper som skiljer Crotaphytidae från andra Iguania. De flesta av dessa är ben i skallen. Bland de övriga kan nämnas: avsaknaden av kamliknande utskott vid ryggen, svans och främre halsen; fjällen som sitter på munnens ovansida (Scutum rostrale) är odelad; inga benpansar eller taggar på huvudet; fjällen som skyddar öronen är inte förstorade och inga förstorade fjäll vid tårna.

## Levnadssätt
Alla arter lever i öknar eller andra torra habitat och föredrar klippiga områden. De livnär sig av insekter och andra ryggradslösa djur samt av mindre ödlor. Vid fara varnar de varandra med speciella läten. Vid flykten springer de ofta endast på sina bakre extremiteter. Det gäller främst för arter i släktet Crotaphytus. Ödlor från släktet Gambelia gömmer sig ofta i buskar och väntar på att ett bytesdjur närmar sig. Honor lägger 3 till 8 ägg samtidig. De flesta äggen läggs av de äldsta och största honorna.

## Systematik
Djurgruppen räknades tidigare som underfamilj till leguaner (Iguanidae) men 1989 fick den status som självständig familj. Crotaphytidae utgörs av två släkten med tillsammans tio arter:
- Halsbandsleguaner (Crotaphytus)
  - Crotaphytus antiquus Axtell & Webb 1995
  - Halsbandsleguan (Crotaphytus collaris) Say 1823
  - Crotaphytus grismeri Mcguire 1994
  - Crotaphytus insularis Van Denburgh & Slevin 1921
  - Crotaphytus nebrius Axtell & Montanucci 1977
  - Crotaphytus reticulatus Baird 1858
  - Crotaphytus vestigium Smith & Tanner 1972
- Leopardödlor (Gambelia)
  - Gambelia copeii Yarrow 1882
  - Gambelia sila Stejneger 1890
  - Gambelia wislizenii Baird & Girard 1852